# Reni (Ucraina)
Reni (in ucraino Рені?; in russo Рени?; rumeno: Reni)  è una città  dell'Ucraina (17 738 abitanti) situata nel distretto di Izmaïl, nell'oblast' di Odessa. Ospita l'amministrazione della comunità territoriale di Reni, una delle comunità territoriali dell'Ucraina.
Fino al 18 luglio 2020 Reni è stata il centro amministrativo del distretto di Reni, abolito come parte della riforma amministrativa dell'Ucraina, che ha ridotto a sette il numero dei distretti dell'oblast' di Odessa. L'area del distretto di Reni è stata fusa nel distretto di Izmaïl.
Geograficamente appartenente alla Bessarabia, è stata parte della Romania fino al 1947, quando è stata reclamata dall'Unione Sovietica.
La cittadina dispone di un porto sulla riva sinistra del Danubio.